# Мікроаерофіли
Мікроаерофіли або мікроаерофільні організми — тип організмів (точніше мікроорганізмів, більшість з яких — бактерії), що вимагають наявності кисню для виживання, але одночасно вимагає оточень, де концентрація кисню нижча, ніж атмосферна (де його концентрація становить близько 20 %). Багато мікроаерофілів — також капнофіли, тобто вимагають більш високої за атмосферну концентрації вуглекислоти.
Тоді як зараз в лабораторних умовах для культивування таких організмів легко створити атмосферу, позбавлену кисню, раніше для цієї цілі використовувалася банка зі свічкою, куди свічка, що горить, вноситься перед герметичним закриттям кришки. Полум'я виснажує кисень, після чого гаситься, створюючи надлишок вуглекислого газу, що використовується мікроорганізмами.
Типовими прикладами мікроаерофільних організмів є Borrelia burgdorferi, вид спірохет, що викликає бореліоз у людини, та Helicobacter pylori, вид протеобактерій, що може викликати пептичну виразку та деякі типи гастриту.

## Дивись також
- Аеротолерантні організми
- Аеробні організми
- Анаеробні організми
- Факільтативно анаеробні організми